# Діодно-транзисторна логіка

Спрощена схема двовходового ДТЛ-елемента 2І-НІ

Діодно-транзисторна логіка (ДТЛ), англ. Diode-transistor logic (DTL) — технологія побудови цифрових схем на основі біполярних транзисторів, діодів і резисторів. Свою назву технологія отримала завдяки реалізації логічних функцій (наприклад, 2І) за допомогою діодних ланцюгів, а посилення і інверсії сигналу — за допомогою транзистора.

## Принцип роботи
Показана на рисунку схема є прикладом схемотехнічної реалізації типового логічного вентиля 2І-НІ в ДТЛ.
Якщо хоча б на одному з входів встановлений рівень логічного нуля (U1 або U2), то в точці з'єднання V1, V2, V3, R1 потенціал визначається як сума напруги логічного нуля та падіння напруги на вхідному діоді V1 або V2. Цього потенціалу виявляється недостатньо для відкриття транзистора V5. При цьому на виході схеми формується рівень логічної одиниці.
Якщо на всіх входах встановлено рівень логічної одиниці, то вхідні діоди виявляються закритими, а в точці з'єднання V1, V2, V3, R1 встановлюється високий потенціал, при цьому транзистор V5 відкривається і переходить в режим насичення, а на виході встановлюється низький потенціал логічного нуля.
Діоди V3, V4 забезпечують необхідний для надійного перемикання вихідного транзистора діапазон напруг логічного нуля (від 0 до приблизно 1.2 Вольт) та логічної одиниці (більше 1.2 Вольт).

## Параметри
- споживана потужність:
  - логічний нуль на виході — близько 15 міліВатт;
  - логічна одиниця на виході — до 1 міліВатта;
- час перемикання — близько 30 наносекунд.[джерело?]

## Переваги та недоліки
Основна перевага ДТЛ перед більш ранньою технологією РТЛ — можливість організації значного числа входів логічного елемента.
Основний недолік — значна затримка перемикання елемента, яка є наслідком роботи транзистора в режимі насичення, через повільність перезарядження ємності переходу база-емітер. Для зменшення часу розряду включено резистор R2, для зменшення часу заряду - встановлено резистор R1 з відносно малим опором.

## Виробництво
У СРСР випускались серії мікросхем з ДТЛ: 104, 109, 121, 128, 146, 156, 205, 215, 217, 218, 221, 240, 511.